# Laheda (ancienne commune)

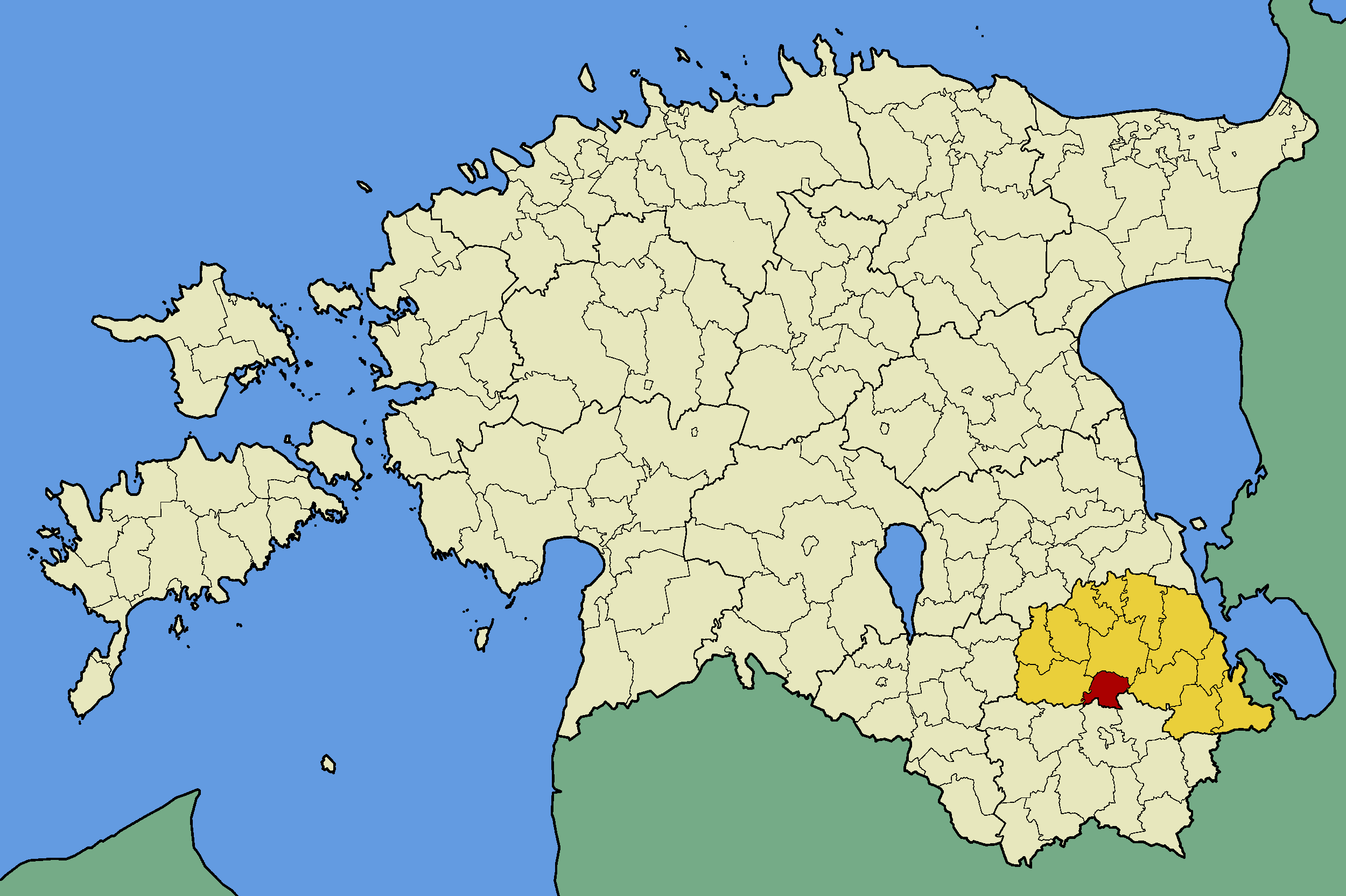
Localisation de l'ancienne commune de Laheda (en rouge) dans le comté de Põlva (en jaune).

Laheda (en estonien : Laheda vald) est une ancienne commune rurale située dans le comté de Põlva en Estonie. 

## Géographie
Elle s'étendait sur une superficie de 91,5 km2 dans le sud du comté.
Elle comprenait les villages de Himma, Joosu, Lahe, Mustajõe, Naruski, Pragi, Roosi, Suurküla, Tilsi, Vana-Koiola et Vardja.

## Histoire
À la suite de la réorganisation administrative d'octobre 2017, elle est supprimée et fusionne avec la commune de Põlva.

## Démographie
En 2012, la population s'élevait à 1 147 habitants.